# Laxfoss (Norðurá)
De Laxfoss (Zalmwaterval) is een waterval in het westen van IJsland. De waterval ligt in de Norðurá (Noordrivier) die bij Borgarnes in de Borgarfjörður vloeit. Zoals de naam van de waterval al aangeeft komt er veel zalm in de rivier voor, en zowel stroomafwaarts als -opwaarts wordt er veel op gevist. Er loopt geen echt pad naar de waterval, maar moet men behoedzaam langs de oever lopen. Op IJsland zijn er meerdere watervallen die Laxfoss heten, zoals in de Grímsá.
Een paar kilometer stroomopwaarts ligt de Glanni waterval.